# Maricet Fernández
Maricet Valdez Fernández (født 6. december 1989) er en håndboldspiller fra Cuba. Hun spiller på Cubas håndboldlandshold, og deltog under VM 2011 i Brasilien.